# Season: A Letter to the Future
Season: A Letter to the Future – komputerowa gra przygodowa stworzona i wydana przez Scavengers Studio na komputery z systemami Windows oraz na konsole PlayStation 4 i PlayStation 5. Premiera odbyła się 31 stycznia 2023 roku.
Gra została pozytywnie oceniona przez media branżowe. Chwalono głównie styl artystyczny i sposób opowiadania historii świata.

## Rozgrywka
Season: A Letter to the Future to gra przygodowa widziana z perspektywy trzeciej osoby. Gracz kontroluje Estelle, dziewczynę podróżującą po świecie, która porusza się pieszo i na rowerze. Podczas rozgrywki gracz może eksplorować obszary, robić zdjęcia, nagrywać dźwięki otoczenia i zapisywać wspomnienia w pamiętniku. Gra zawiera otwartą strukturę, gracz może eksplorować lokalizacje w dowolnej kolejności.

## Produkcja
Kanadyjskie przedsiębiorstwo Scavengers Studio w 2018 roku wydało grę z gatunku battle royale, pt. Darwin Project. W 2020 roku zdecydowano się zaprzestać dalszego rozwijania gry. Prace nad grą Season zostały zapowiedziane podczas gali The Game Awards 2020. 2 czerwca 2022 roku podczas prezentacji Sony State of Play pokazano zwiastun, który poza prezentacją rozgrywki, zawierał datę premiery ustaloną na jesień i pełen tytuł gry Season: A Letter to the Future. Wersję demonstracyjną udostępniono m.in. na Steamie w ramach inicjatywy Steam Next Fest. W grudniu zapowiedziano, że gra zostanie wydana 31 stycznia 2023 roku.
Jeden z założycieli studia, Simon Darveau został oskarżony o dręczenie i napastowanie seksualne innych pracowników. Sytuacje miały miejsce na przestrzeni kilku lat, zarówno przy produkcji Darwin Project, jak i Season: A Letter to the Future. W 2019 roku Darveau przestał być CEO, a zarząd Scavengers Studio wprowadził nowe regulacje mające na celu poprawę atmosfery w miejscu pracy. Darveau opuścił studio w styczniu 2023 roku.